# 해우재
해우재(解憂齋)는 경기도 수원시 장안구 이목동에 있는 수원시 공립박물관이자 전시관이다.

## 개요
수원시 이목동에 있는 화장실을 소재로 한 박물관이며 1995년부터 2002년까지 수원시장을 지냈던 심재덕(1939 ~ 2009)이 세계화장실협회 창립을 기념하고자 설립을 추진하였고 2010년에 개관하여 현재는 수원시 공립시설로 운영되고 있다.
원래 이 곳은 심재덕 전 수원시장이 30년동안 살았던 자택지(自宅址)이자 개인 사유지로 심 전 시장이 화장실박물관 설립을 위해 자택을 철거하고 시민 누구나 개방하고 이용할 수 있는 공유지이자 화장실박물관으로 신축하여 2007년에 착공하였다.
외관은 좌변식 변기통의 모습을 하고 있으며 화장실에 대한 인식을 고치고 생리에 있어서 필요한 존재이면서 화장실에 관한 내용을 다루고있다.

## 현황
- 세계의 화장실
- 변기의 원리
- 화장실의 역사
- 기획전시실
- 문화공원